# Орловское сельское поселение (Марьяновский район)
Орловское се́льское поселе́ние — муниципальное образование в Марьяновском районе Омской области Российской Федерации.
Административный центр — село Орловка.

## История
Статус и границы сельского поселения установлены Законом Омской области от 30 июля 2004 года № 548-ОЗ «О границах и статусе муниципальных образований Омской области».

## Население
| 2010  | 2011  | 2012  | 2013  | 2014  | 2015  | 2016  |
| ----- | ----- | ----- | ----- | ----- | ----- | ----- |
| 1731  | ↘1728 | ↘1678 | ↘1589 | ↘1522 | ↗1572 | ↗1587 |
| 2017  | 2018  | 2019  | 2020  | 2021  | 2023  |       |
| ↘1569 | ↘1544 | ↘1504 | ↘1472 | ↘1429 | ↗1452 |       |

## Состав сельского поселения
| № | Населённый пункт | Тип населённого пункта       | Население |
| - | ---------------- | ---------------------------- | --------- |
| 1 | Березовка        | деревня                      | ↗456      |
| 2 | Орловка          | село, административный центр | 1275      |